# CluZAD
La CluZAD est une Zone À Défendre (ZAD) située à la Clusaz, dans la Bois de la Colombière  en France. Créée le 24 septembre 2022, elle a pour but d'empêcher un projet de retenue d'altitude de 148 000 m3. Le projet étant suspendu le 25 octobre, la ZAD est démontée par ses occupants.

## Contexte
À l'initiative de Didier Thévenet, maire de la Clusaz, le bois de la Colombière a été choisi pour accueillir un projet de retenue d'altitude le 21 avril 2021. Le 24 octobre 2021, une commission d'enquête publique rendait un avis favorable au projet, malgré 76% d'avis négatifs. Les personnalités politiques locales ou professionnels du tourisme étaient vivement encouragés à ne pas prendre parti contre le projet, et le cas écheants étaient menacés. Des militants d'Extinction Rebellion occupent le bois les deux dernières semaines de novembre, dans le but d'empecher les travaux de commencer. À partir du 30 novembre, les travaux de déboisement sont reportés en raison du nichage des chauves-souris protégées dans le bois. Le 19 septembre 2022, le projet est déclaré d'utilité publique.

## Historique
Dans la nuit du 23 au 24 septembre, plus d'une dizaine de militants viennent dans les bois et y construisent des plateformes dans le but d'y rester jusqu'à ce que le projet soit annulé. Une grande banderole visible depuis la route est déployée. L'occupation est fortement soutenue par l'association Sauvons le plateau de Beauregard. Les citoyens passant sont invités à venir sur l'occupation afin de discuter avec les personnes y habitant pour parler du projet ou de l'occupation. Dans la journée du 24, deux voitures de gendarmes viennent constater l'occupation. Le week-end, une manifestation regroupe 150 promeneurs venus soutenir l'occupation,. Le 12 octobre, une huissière de justice, accompagnée de militaires est venue constater l'occupation du bois.
L'ensemble des constructions se concentrent autour du chemin traversant le bois. Une grande attention a été portée à minimiser l'impact sur la forêt. Ainsi, les chiens n'étaient pas autorisés sur zone. L'une des stratégies de défense de la forêt était notamment d'occuper les arbres pendant plusieurs jours en vivant dans des cabanes, reliées entre elles par des traverses. Un dispositif de "skypot" avait aussi été installé pour freiner l'avancement des outils de chantiers. Le skypot est une plateforme retenue seulement par une corde placée sur la route barrée. Ainsi, détruire les barricades ferait tomber la plateforme, mettant ainsi en jeu la vie de la personne se trouvant dedans,.
Durant toute la durée de vie de la ZAD, les échanges avec les locaux sont très variés. Des habitants soutenaient la lutte en fournissant de la nourriture, du bois ou bien du matériel d'escalade. D'autres venaient saboter la ZAD la nuit, par exemple en faisant beaucoup de bruit afin de déranger les habitants. Des personnalités politiques ont aussi pris parti, comme Sandrine Rousseau qui est venue sur place témoigner son soutien à l'occupation. Le 20 octobre, des centaines de personnes se sont réunis en soutien au projet de retenue, à l'initiative du Collectif des jeunes Cluses engagés. Le week-end d'après, le 23 octobre, un concert s'est déroulé devant la ZAD, où plus d'une centaine de personnes sont venues.
En septembre 2022, un recours a été déposé par cinq associations de protections de l'environnement : France Nature Environnement Auvergne Rhône-Alpes, France Nature Environnement Haute-Savoie, La Nouvelle Montagne, Mountain Wilderness France et la Ligue pour la Protection des Oiseaux Auvergne Rhône-Alpes. Le jugement a été décidé le 20 octobre au tribunal de Grenoble. Le juge des référés a rendu sa décision le 25 octobre, jugeant que les travaux ne pourront pas commencer tant qu'un jugement de fond n'aura pas été rendu. La municipalité compte former un pourvoi en cassation, mais le pourvoi pouvant prendre plusieurs années, ceci est considéré comme une victoire par les occupants des lieux. Les travaux de démontage de la ZAD commencent alors le 26 octobre. Au 31 octobre, le bois était entièrement vide de toute trace de construction.
Le 28 novembre, le ministère de la transition écologique porte, avec la mairie de la Clusaz, le pourvoi en cassation devant le conseil d'État,.

## Débats concernant le projet

### Intérêt de la retenue
Le projet a été créé avec deux objectifs principaux : deux tiers de la retenue doivent servir à alimenter des canons à neige, et le tiers restant doit servir de réserve d'eaux potables pouvant être utilisés pour la consommation humaine ou pour abreuver les bêtes. Une grande partie de la forêt devrait être détruite ainsi que la zone humide se situant à côté de la forêt, mais des mesures compensatoires devraient être mise en place en contrepartie.

### Arguments des opposants
Les opposants au projet dénoncent l'utilité de ce projet. Ainsi, est beaucoup critiquée la manière dont a été prise la décision d'effectivement faire la retenue : une très forte opposition des locaux, et des menaces ouvertes pour les personnes se montrant ouvertement opposé au projet.
Concernant l'utilisation de l'eau, une partie des agriculteurs, indépendamment de leur position concernant la retenue, disent ne pas vouloir utiliser l'eau, car impropre à la fabrication fromagère.
Le bois de la Colombière est un très grand lieu de biodiversité, hébergeant plus de cinquante espèces protégées.
Les opposants dénoncent la politique de "Ski à tout prix". Ils ne sont pas contre le ski, mais contre le fait de vouloir le maintenir malgré le changement climatique, plutôt que de réadapter les pratiques de tourisme en montagne.